# The Year the Sun Died
The Year the Sun Died è il terzo album in studio del gruppo musicale heavy metal statunitense Sanctuary, pubblicato nel 2014.
Pubblicato dall'etichetta Century Media ad ottobre del 2014, è stato eletto "album del mese" dalla rivista tedesca Rock Hard.

| Recensione | Giudizio |
| ---------- | -------- |
| Rock Hard  | [ 4 ]    |

## Il disco

### La realizzazione
Si tratta della prima incisione da quando la band si è riformata nel 2010, dopo lo scioglimento risalente al 1992, che portò alla nascita dei Nevermore, fondati dal cantante Warrel Dane e dal bassista Jim Sheppard. La registrazione del disco è avvenuta presso i Soundhouse Studios di Seattle e i Metalcamp Studios di North Bend e la produzione è stata affidata a Chris "Zeuss" Harris. La copertina è ad opera di Travis Smith, che aveva già collaborato con i Nevermore, oltre ad essere noto per le sue illustrazioni di molti altri album metal.
Con questa uscita il gruppo di Seattle si cimenta per la prima volta nella realizzazione di un concept album, incentrato sugli eventi dell'anno in cui il Sole morì (dall'inglese "the year the sun died"). La trama si sviluppa sulla predizione riguardante lo spegnimento del Sole, espressa dalla profetessa Lenore, e sulle ripercussioni da essa generate sul comportamento umano. I testi riportati sul libretto del CD sono tutti preceduti da brevi annotazioni che spiegano l'evolversi delle vicende.
Per la canzone Frozen è stato girato un video interamente ambientato in uno stabilimento minerario abbandonato, situato ad Essen in Germania.

### Le sonorità
Lo stile musicale delle canzoni è completamente diverso rispetto alle prime due uscite e, inevitabilmente, si avvicina molto a quello dei Nevermore, ne è un esempio la già citata Frozen. Le differenze si notano anche nel cantato, infatti Warrel Dane, pur mantenendo il suo stampo teatrale, ha totalmente abbandonato il falsetto, adottando le tonalità profonde tipiche del periodo trascorso con il gruppo precedente. Solo in poche occasioni le soluzioni stilistiche hanno reminiscenze del primo periodo, come il refrain del brano posto in apertura o alcuni assoli di chitarra. Rispetto ai Nevermore, le composizioni sono meno complesse, ciò è in parte dovuto alla mancanza di un musicista del calibro di Jeff Loomis, ma gli arrangiamenti e il comparto chitarristico sono comunque di ottimo livello. I riff e le ritmiche restano perlopiù nell'ambito del power metal, a volte ricreando le atmosfere oscure di Into the Mirror Black, ma senza le escursioni in territori più estremi tipiche dell'altra band.
Il cantante stesso ha infatti dichiarato che i Sanctuary sono stati reinventati, progredendo verso delle sonorità maggiormente aggressive.

### La storia
La razza umana ha perso ogni speranza, non ha più niente in cui credere, ma la nascita di Lenore cambia le cose. Lei è in grado di risvegliare gli animi degli afflitti, grazie alle sue visioni della morte del Sole, che le consentono di avere un grande ascendente sulla gente. In breve diventa l'unica guida capace di giudicare e purificare anche i più reietti. I messaggi da lei trasmessi scatenano una tempesta nella società e la sua predizione diventa leggenda. Lei riesce a raccogliere attorno a sé persino i soggetti più spregevoli, incapaci di realizzare un destino così terribile.
Quando il sole comincia a spegnersi, la gente si rende conto dei danni causati dalla società da loro creata. In molti si radunano al cospetto della profetessa come un esercito di terracotta pronto ad essere distrutto. Ma tra di loro c'è anche qualcuno che mette in dubbio le sue visioni, chiedendo di poter analizzare il codice misterioso contenuto nel suo sangue. Ora che la situazione precipita, la gente che prima cantava le lodi di Lenore, viene colta da depressione e profondo turbamento. Seppure credano ancora alle sue parole, l'indifferenza prende il sopravvento congelando ogni emozione. Il senso di smarrimento viene però cancellato dalle parole ineluttabili della profetessa che si pone ancora una volta come loro guida.
La tecnologia non ha fornito una risposta a chi dubitava della profezia e del fato, non credendo che gli eventi futuri potessero essere preordinati. I centri di potere si disgregano e i popoli vengono conquistati col terrore da nuovi sovrani provenienti da altri paesi. La gente però non si rassegna e complotta per trovare un modo di porre fine al loro dominio. Gli ultimi giorni di vita del Sole giungono mentre il mondo è travolto da un'ultima guerra, la fine di tutto è sempre più vicina, accolta da molti come una liberazione. Gli uomini pregano che la luce rimanga, chiedendosi a cosa siano servite le guerre e se ne sia valsa la pena di combattere per la libertà; si domandano se i valori in cui hanno creduto li condurranno verso l'aldilà o se poi non ci sarà più nulla.
Con queste parole, riportate come epitaffio sull'ultima pagina del libretto, si conclude The Year the Sun Died.

### Le versioni
Il CD è stato pubblicato dalla Century Media in tre diverse versioni: 
- standard in jewel case;
- in edizione deluxe "mediabook" a tiratura limitata (con l'aggiunta della traccia bonus Waiting for the Sun cover dei Doors)[1][2];
- in un'unica uscita insieme al vinile.

## Tracce
Testi e musiche di Dane, Rutledge.
1. Arise And Purify – 4:14
2. Let The Serpent Follow Me – 4:47
3. Exitium (Anthem Of The Living) – 4:54
4. Question Existence Fading – 4:20
5. I Am Low – 5:15
6. Frozen – 5:46
7. One Final Day (Sworn To Believe) – 3:31
8. The World Is Wired – 5:09
9. The Dying Age – 4:53
10. Ad Vitam Aeternam – 1:30 – (strumentale)
11. The Year The Sun Died – 5:33

## Formazione
- Warrel Dane - voce
- Lenny Rutledge - chitarra
- Brad Hull - chitarra
- Jim Sheppard - basso
- Dave Budbill - batteria